# China Open 2010 (Tennis)
Die China Open 2010 fanden vom 4. bis 10. Oktober 2010 in Peking statt. Bei den Männern waren sie Teil der ATP World Tour 500, bei den Damen handelte es sich um ein WTA Premier Mandatory Turnier.
In den Einzelbewerben traten der Serbe Novak Đoković bzw. die Russin Swetlana Kusnezowa zur Titelverteidigung an. Während dem Serben die Titelverteidigung gelang, scheiterte die Russin bereits in der ersten Runde. Der Sieg im Dameneinzel ging an die Dänin Caroline Wozniacki, die durch den Sieg auch erstmals die Spitze der Weltrangliste einnehmen konnte.
Den Doppeltitel bei den Herren konnten die US-Zwillinge Bob und Mike Bryan verteidigen. Die Titelverteidigerinnen Hsieh Su-wei und Peng Shuai traten nicht mehr als Team an und nur Peng Shuai war mit einer anderen Partnerin am Start. Sie scheiterte im Achtelfinale. Der Damen-Doppeltitel ging an Chuang Chia-jung und Wolha Hawarzowa.

## Herrenturnier
→ Hauptartikel: China Open 2010 (Tennis)/Herren
→ Qualifikation: China Open 2010 (Tennis)/Herren/Qualifikation

## Damenturnier
→ Hauptartikel: China Open 2010 (Tennis)/Damen
→ Qualifikation: China Open 2010 (Tennis)/Damen/Qualifikation